# Al Davis
Pour les articles homonymes, voir Davis.
Allen « Al » Davis, né le 4 juillet 1929 à Brockton et mort le 8 octobre 2011 à Oakland, est un entraîneur et dirigeant américain de football américain qui était le principal propriétaire des Raiders d'Oakland en National Football League.
Il a été crématisé et ses cendres placées dans le Chapel of the Chimes à Oakland, en Californie.